# Norma Group
Norma Group SE är ett tyskt börsnoterat verkstadsföretag med säte i Maintal i Hessen. Företaget tillverkar slangklämmor och annan utrustning för kopplingar till fordonsindustri, varv, tågtillverkning, flygplansindustri,motorer, vattensystem och medicinteknisk industri. Tillverkning sker i ett 15-tal länder.
Norma grundades som Rasmussen GmbH 1949 av Ove Skafte Rasmussen (1909–1995), en son till den danske entreprenören Jørgen Skafte Rasmussen och var ett familjeägt företag fram till 2006. Då köptes det ut i en management buyout och slogs samman med svenska Allmänna Brandredskapsaffären AB. År 2007 förvärvades amerikanska Breeze Industrial Products. Det börsnoterades på Frankfurtbörsen som Norma AG 2011 och ombildades till Norma SE 2013.